# Liste des médaillés olympiques en polo

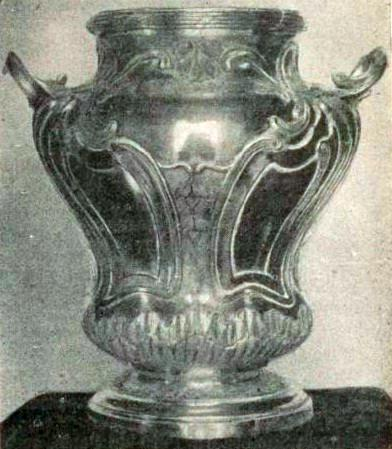
La Coupe en argent massif de la maison Ytasse et Fourneret, remise aux vainqueurs du tournoi de Polo des jeux de Paris en 1900.

Cet article liste les médaillés olympiques en polo, ancienne épreuve aux jeux olympiques d'été qui fut présente cinq fois au programme entre 1900 et 1936. 
Exclusivement masculine, les épreuves ont regroupé 87 athlètes de neuf pays différents. En 1900, lors de la première apparition de ce sport, toutes les médailles ont été attribués à des équipes de nationalités mélangées, tandis que lors de la deuxième apparition lors des jeux de 1908, toutes les médailles ont été reçues par équipes britanniques.
Le participant le plus jeune était l'argentin Roberto Cavanagh (21 ans), tandis que le plus âgé était l'espagnol Justo San Miguel (52 ans). La Grande-Bretagne, est avec six médailles, le pays qui en a remporté le plus de l'histoire des jeux olympiques au polo. 

## Palmarès
| Jeux           | Or | Argent                                                                                   | Bronze |
| -------------- | --- | ---------------------------------------------------------------------------------------- | --- |
| Paris 1900     | Denis St. George Daly (GBR) Foxhall Parker Keene (USA) Frank MacKey (USA) Alred Rawlinson (GBR) John Beresford (GBR) | Walter Buckmaster (GBR) Jean de Madre (GBR) Frederick Freake (GBR) Walter McCreery (USA) | Édouard Alphonse James de Rothschild (FRA) Frederick Agnew Gill (GBR) Robert Fournier-Sarlovèze (FRA) Maurice Raoul-Duval (FRA) |
| Paris 1900     | Denis St. George Daly (GBR) Foxhall Parker Keene (USA) Frank MacKey (USA) Alred Rawlinson (GBR) John Beresford (GBR) | Walter Buckmaster (GBR) Jean de Madre (GBR) Frederick Freake (GBR) Walter McCreery (USA) | Eustaquio de Escandón (MEX) Manuel de Escandón (MEX) Pablo de Escandón (MEX) Guillermo Hayden Wright (USA)                      |
| St. Louis 1904 | Non inclus au programme                                                                                              | Non inclus au programme                                                                  | Non inclus au programme |
| Londres 1908   | Grande-Bretagne Charles Darley Miller George Arthur Miller Patteson Womersley Nickalls Herbert Haydon Wilson         | Grande-Bretagne Walter Buckmaster Frederick Freake Walter Jones John Wodehouse           | Non décernée |
| Londres 1908   | Grande-Bretagne Charles Darley Miller George Arthur Miller Patteson Womersley Nickalls Herbert Haydon Wilson         | Grande-Bretagne John Hardress Lloyd John Paul McCann Percy O'Reilly Auston Rotherham     | Non décernée |
| Stockholm 1912 | Non inclus au programme                                                                                              | Non inclus au programme                                                                  | Non inclus au programme |
| Anvers 1920    | Grande-Bretagne Teignmouth Melville Frederick W. Barrett John Wodehouse Vivian Noverre Lockett                       | Espagne Leopoldo de La Maza Justo de San Miguel Álvaro de Figueroa José de Figueroa      | États-Unis Arthur Harris Terry Allen John Montgomery Nelson Margetts                                                            |
| Paris 1924     | Argentine Arturo Kenny Juan Miles Guillermo Naylor Juan Nelson Enrique Padilla                                       | États-Unis Elmer Boeseke Tommy Hitchcock, Jr. Frederick Roe Rodman Wanamaker             | Grande-Bretagne Frederick Barrett Dennis Bingham Fred Guest Kinnear Wise                                                        |
| 1928-1932      | Non inclus au programme                                                                                              | Non inclus au programme                                                                  | Non inclus au programme |
| Berlin 1936    | Argentine Luis Duggan Roberto Cavanagh Andrés Gazzotti Manuel Andrada Diego Cavanagh                                 | Grande-Bretagne Bryan Fowler William Hinde David Dawnay Humphrey Patrick Guinness        | Mexique Juan Gracia Julio Mueller Antonio Nava Alberto Ramos                                                                    |